# Nichols (Wisconsin)
Nichols és una població dels Estats Units a l'estat de Wisconsin. Segons el cens del 2000 tenia 307 habitants.

## Demografia
Segons el cens del 2000, Nichols tenia 307 habitants, 122 habitatges, i 75 famílies. La densitat de població era de 137,8 habitants per km².
Dels 122 habitatges en un 36,1% hi vivien nens de menys de 18 anys, en un 42,6% hi vivien parelles casades, en un 9,8% dones solteres, i en un 38,5% no eren unitats familiars. En el 28,7% dels habitatges hi vivien persones soles el 7,4% de les quals corresponia a persones de 65 anys o més que vivien soles. El nombre mitjà de persones vivint en cada habitatge era de 2,52 i el nombre mitjà de persones que vivien en cada família era de 3,21.
Per edats la població es repartia de la següent manera: un 30,6% tenia menys de 18 anys, un 8,1% entre 18 i 24, un 39,1% entre 25 i 44, un 15,6% de 45 a 60 i un 6,5% 65 anys o més.
L'edat mediana era de 31 anys. Per cada 100 dones de 18 o més anys hi havia 110,9 homes.
La renda mediana per habitatge era de 36.042 $ i la renda mediana per família de 45.000 $. Els homes tenien una renda mediana de 29.583 $ mentre que les dones 25.893 $. La renda per capita de la població era de 15.898 $. Aproximadament el 3,9% de les famílies i el 3,6% de la població estaven per davall del llindar de pobresa.

## Poblacions més properes
El següent diagrama mostra les poblacions més properes.